# 恩格斯故居

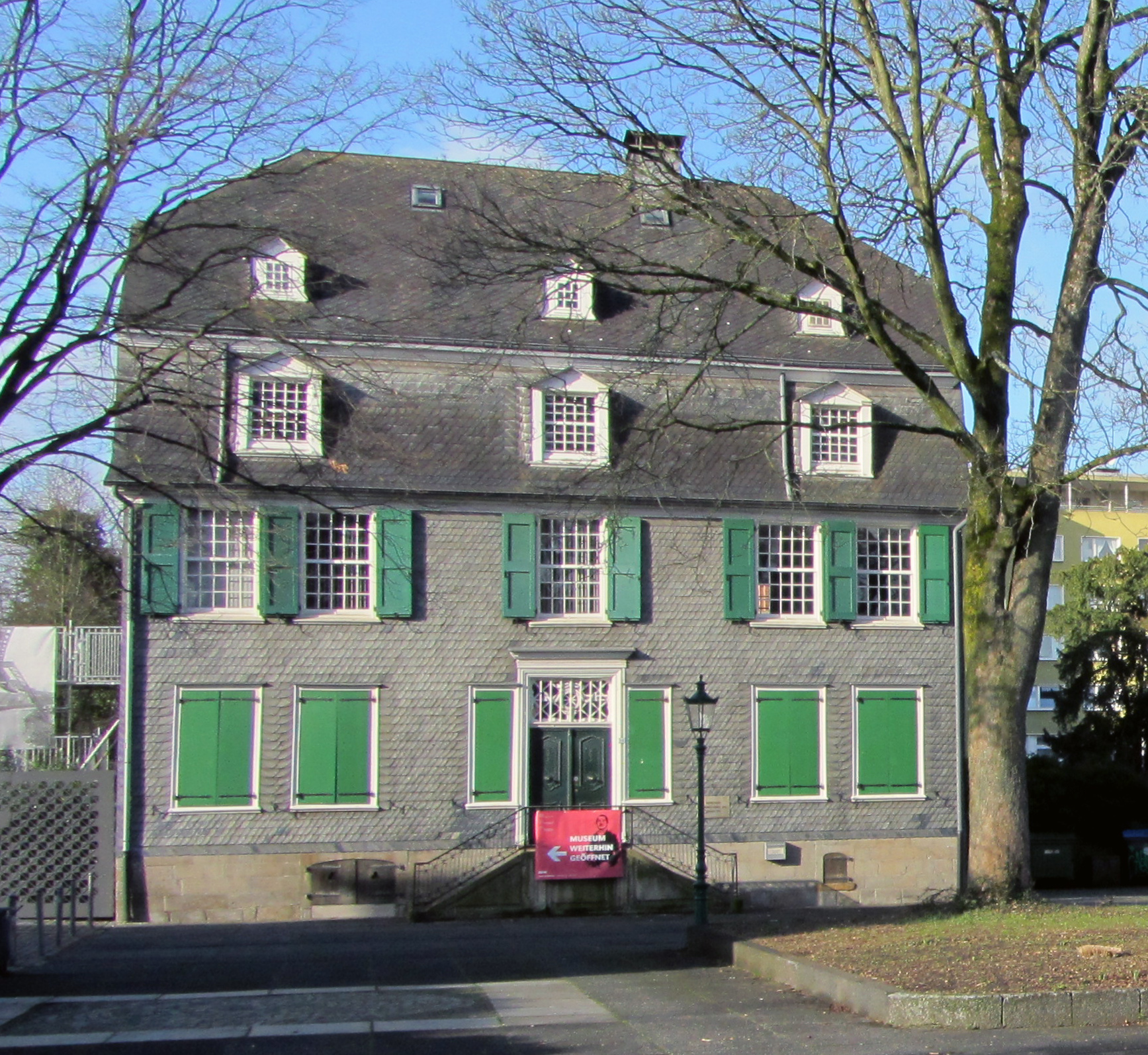
恩格斯故居

恩格斯故居（德語：Engels-Haus）是德国北莱茵-威斯特法伦州伍珀塔尔的一座博物馆，弗里德里希·恩格斯在这座房子长大。该博物馆是伍珀塔尔工业文化博物馆的组成成员。

## 历史
这座住宅建于1775年。1796年，恩格斯的父亲老弗里德里希·恩格斯出生在这所房子。恩格斯本人则出生在东面100米他家的另一所房子里（后来被毁），但他的青年时代则是在这座房子长大。
该博物馆在1970年恩格斯诞辰150周年之际开馆，成为游客和社会主义者的热门目的地。2016年博物馆闭馆维修。该博物馆原计划在2020年恩格斯诞辰200周年重新开放，由于COVID-19 大流行，计划被取消 。2021年9月11日博物馆重新开放。